# 吹上御苑
座標: 北緯35度41分10.4秒 東経139度44分55.0秒 / 北緯35.686222度 東経139.748611度

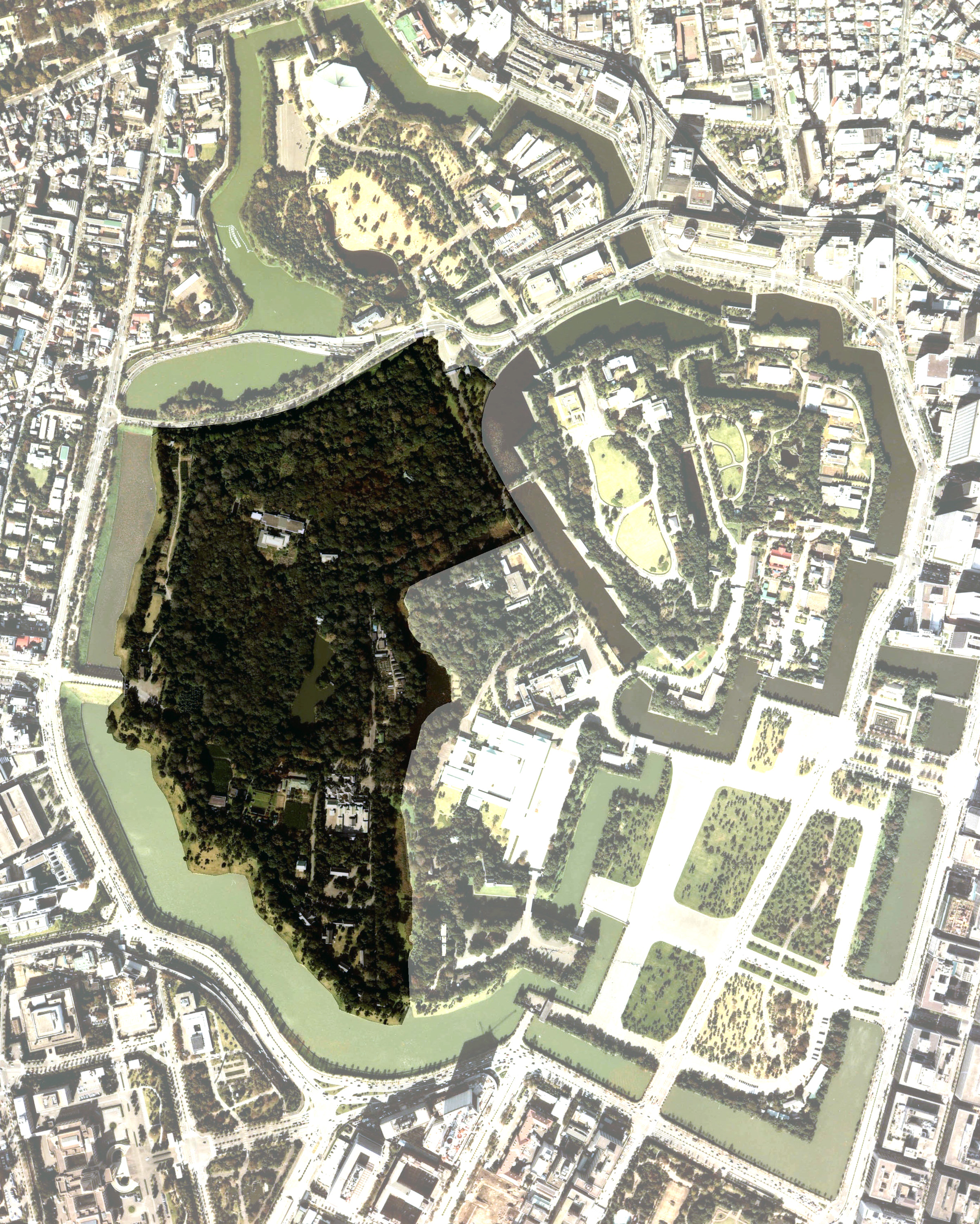
皇居の航空写真。半蔵濠と道灌堀に囲まれた森が吹上御苑である。
1979年（昭和54年）撮影。
。

吹上御苑（ふきあげぎょえん）は、皇居（東京都千代田区千代田）・吹上地区にある御苑。敷地の多くは森林となっており、その中に御所等の建物が点在する。

## 概要
皇居北西部の森林を中心に約25ヘクタールの地区で天皇・皇后の住居である御所や、昭和天皇の住居だった吹上大宮御所などがある。
徳川家の関東移封前は局沢（つぼねさわ）と呼ばれており、16寺が存在し、庶民の遊山所だったが、江戸城の造営によって後苑に替えられたのに始まる。
江戸時代初期は徳川御三家や親藩大名の邸宅が置かれていたが、明暦3年（1657年）明暦の大火後は防火の観点から空地にされて庭苑として整備されるようになった。
3代将軍徳川家光の花畑御殿の造苑にはじまり、5代綱吉、6代家宣のときに大幅拡張された。特に造園を好んだ家宣はその統轄職として吹上花畑奉行を新設。8代吉宗は華美の撤廃と実用化の観点から薬園を設置した。
明治維新後は皇居となった江戸城西の丸とともに朝廷に収公されて皇居の御苑となる。霜錦亭（そうきんてい）や、寒香亭（かんこうてい）などの茶屋が設置され、明治天皇はそこでよく宴を催した。
ゴルフを嗜んでいた昭和天皇用に1927年11月30日時点で馬場の東側に4ホールのゴルフコースを造成。1932年に9ホールに拡張。昭和天皇は1939年8月を最後にゴルフを断ったが、吹上御苑のコースは1938年までに後の吹上御所となる防空施設の文庫や大本営付属室が設置されていた。
戦後は昭和天皇の意向により武蔵野の自然を残すために、できるだけ手を入れずに自然のまま管理されている。
その後に即位した明仁天皇（現上皇）の発案で、平成8年（1996年）から国立科学博物館が5年間、第1次生物調査を実施し、動植物約5千種の生息を確認された。
通常時は一般国民は立ち入りできないが、平成19年（2007年）からは、春と秋に一般も参加できる自然観察会が開かれるようになった。

## 吹上御苑の自然
スダジイ、アカガシなど常緑樹とイチョウ、ケヤキなどの巨木が茂り、林床には広葉樹の下にはアズマシライトソウ、カモメギクなど稀少な植物が見られる。これら植物は、かつての日本庭園の樹木がそのまま大きくなったものや、昭和天皇が植えたものが野生化したもの、さらに自然に発生したものなどによって複合的に形成されたものである。
また、吹上御苑の湿度は、近くの気象庁の測定値に比べ、およそ10 - 20 %程高く、衛星の観測データによれば、吹上御苑を含む皇居の森で作られた高湿度の空気が大気を冷やし、銀座、日本橋辺りまで流れ込み、ヒートアイランド現象の抑制にも役立っていることが判明している。

## 一般公開
毎年5月の休日に宮内庁によって一般に公開されている。